# ظهرة الدهنة (حزم العدين)

تعديل مصدري - تعديل

ظهرة الدهنة محلة تابعة لقرية العرم، التابعة لعزلة الاحكوم بمديرية حزم العدين إحدى مديريات محافظة إب في الجمهورية اليمنية، بلغ تعداد سكانها 62 حسب تعداد اليمن لعام 2004.